# ماديسون مارش
ماديسون إيزابيلا مارش (من مواليد 2 أغسطس 2001)، هي ملكة جمال أمريكية وحاملة لقب ملكة جمال أمريكا 2024. سبق أن توجت مارش بلقب ملكة جمال كولورادو 2023، وكانت رابع امرأة من كولورادو وأول عضو في القوات المسلحة الأمريكية تفوز بلقب ملكة جمال أمريكا، مارش هي ضابط (برتبة ملازم ثاني) في القوات الجوية للولايات المتحدة.